# 國際化學奧林匹克
國際化學奧林匹亞竞赛（International Chemistry Olympiad，简称IChO）是國際科學奧林匹克的一種。1968年，首届IChO举办于捷克斯洛伐克的布拉格，以后年年举办（1971年除外）。舉辦時間通常為該年度的7月下旬，為期10天。
最初的参加國大多數都是前東歐集团的成员，而且1980年第12届奥地利IChO以前，这项竞赛都没有在一个“资本主义”的国家里举办过。

## 赛体和赛制
每支代表队由4名学生、2名导师组成，其中1名导师任领队。每支代表队还可以有一名嘉宾（guest）和一名科学观察员（scientific observer）。参赛学生年龄不得超过二十岁，且不得拥有高于中等教育的正式学籍。大赛的国际信息中心（The International Information Center）设在斯洛伐克的布拉迪斯拉发。
一个国家要想派出选手参加IChO的比赛，必须首先连续两届向大赛派出观察员。在36届IChO中，68个国家参加了大赛，其中7个只派出了观察员。
比赛由理论和实验两部分构成。两部分比赛时限都是五个小时，不在同一天内举行（一般实验先考）。两个部分的成绩是独立的。理论部分占总分的60%，实验部分占40%；两个成绩之和即为选手的总分。
导师有责任把英文版的试题翻译成他们的母语，这样学生们用的考题就是用他们的母语写成的。考试之后，考卷将由一个举办国指定的委员会评审。导师可以在这一轮评审之后与大会裁判商议评分标准，以保证评分的公平。这些工作应在奖项颁发前完成。因为导师们在比赛开始之前事先了解了题目，所以学生和导师的任何交流都是严格禁止的。
考试大纲中的知识点涵盖化学中的多个领域，包括无机化学、有机化学、物理化学、分析化学、生物化学以及光谱学。虽然大多数知识点都属于中学范畴，但其中很多问题都考察的更加深入，有些问题还需要高于中学要求的知识程度和理解能力。IChO的主办国在比赛之前都要发行一套预备题，而这些题目所涉猎的专业知识明显深于一般中学乃至大学课程内容。准备IChO，不仅需要对化学高度的理解力和极大的兴趣，更需要一种突出的融会贯通、联系实际的能力。
參賽者會依其個人成績排先後次序。
- 全部參賽者中首10%±2%得金牌
- 全部參賽者中之後20%±2%得銀牌
- 全部參賽者中之後30%±2%得銅牌
- 未能取得獎牌但在某一題目滿分的參賽者可獲榮譽獎
- 在理论或实验部分的测试中获得最高分的选手可获特别奖。

参赛选手还可以通过竞赛这一突出的机遇，来会见全世界志同道合的人，并借着出访外地的机会了解其它文化。这正应了IChO成立时的宗旨：大会促进不同国家的青年人之间的友好联系，并鼓励国际的合作与理解。

## 賽事舉行地點及時間
| 届次         | 城市                | 國家和地區      | 日期                 |
| ------------ | ------------------- | --------------- | -------------------- |
| 1            | 布拉格              | 捷克斯洛伐克    | 1968年6月18-21日     |
| 2            | 卡托維茲            | 波蘭            | 1969年6月16-20日     |
| 3            | 布達佩斯            | 匈牙利          | 1970年7月1-5日       |
| 1971年未舉辦 |                     |                 |                      |
| 4            | 莫斯科              | 苏联            | 1972年7月1-10日      |
| 5            | 索非亞              | 保加利亚        | 1973年7月1-10日      |
| 6            | 布加勒斯特          | 羅馬尼亞        | 1974年7月1-10日      |
| 7            | 維斯普雷姆          | 匈牙利          | 1975年7月1-10日      |
| 8            | 哈雷                | 東德            | 1976年7月10-19日     |
| 9            | 布拉提斯拉瓦        | 捷克斯洛伐克    | 1977年7月4-14日      |
| 10           | 托倫                | 波蘭            | 1978年7月3-13日      |
| 11           | 列寧格勒            | 苏联            | 1979年7月2-11日      |
| 12           | 林茨                | 奥地利          | 1980年7月13-23日     |
| 13           | 布爾加斯            | 保加利亚        | 1981年7月13-23日     |
| 14           | 斯德哥爾摩          | 瑞典            | 1982年7月3-12日      |
| 15           | 蒂米什瓦拉          | 羅馬尼亞        | 1983年7月2-11日      |
| 16           | 法蘭克福            | 西德            | 1984年7月1-10日      |
| 17           | 布拉提斯拉瓦        | 捷克斯洛伐克    | 1985年7月1-8日       |
| 18           | 萊頓                | 荷蘭            | 1986年7月6-15日      |
| 19           | 維斯普雷姆          | 匈牙利          | 1987年7月6-15日      |
| 20           | 埃斯波              | 芬兰            | 1988年7月2-9日       |
| 21           | 哈雷                | 東德            | 1989年7月2-10日      |
| 22           | 巴黎                | 法國            | 1990年7月8-17日      |
| 23           | 羅茲                | 波蘭            | 1991年7月7-15日      |
| 24           | 匹茲堡 華盛頓特區   | 美国            | 1992年7月11-22日     |
| 25           | 佩魯賈              | 義大利          | 1993年7月11-22日     |
| 26           | 奧斯陸              | 挪威            | 1994年7月3-11日      |
| 27           | 北京                | 中国大陆        | 1995年7月13-20日     |
| 28           | 莫斯科              | 俄羅斯          | 1996年7月14-23日     |
| 29           | 蒙特婁              | 加拿大          | 1997年7月13-22日     |
| 30           | 墨爾本              |                 | 1998年7月5-14日      |
| 31           | 曼谷                | 泰國            | 1999年7月4-11日      |
| 32           | 哥本哈根            | 丹麦            | 2000年7月2-11日      |
| 33           | 孟買                | 印度            | 2001年7月6-15日      |
| 34           | 格羅寧根            | 荷蘭            | 2002年7月5-14日      |
| 35           | 雅典                | 希腊            | 2003年7月5-14日      |
| 36           | 基爾                | 德国            | 2004年7月18-27日     |
| 37           | 台北                | 臺灣            | 2005年7月16-25日     |
| 38           | 慶山                |                 | 2006年7月1-11日      |
| 39           | 莫斯科              | 俄羅斯          | 2007年7月15-24日     |
| 40           | 布達佩斯            | 匈牙利          | 2008年7月12-21日     |
| 41           | 劍橋                | 英国            | 2009年7月18-27日     |
| 42           | 東京                | 日本            | 2010年7月19-28日     |
| 43           | 安卡拉              | 土耳其          | 2011年7月9-18日      |
| 44           | 華盛頓特區          | 美国            | 2012年7月21-30日     |
| 45           | 莫斯科              | 俄羅斯          | 2013年7月15-24日     |
| 46           | 河內                | 越南            | 2014年7月20-29日     |
| 47           | 巴庫                |                 | 2015年7月20-29日     |
| 48           | 提比里斯            |                 | 2016年7月23日-8月1日 |
| 49           | 佛統                | 泰國            | 2017年7月6-15日      |
| 50           | 布拉提斯拉瓦 布拉格 | 斯洛伐克 · 捷克 | 2018年7月19-29日     |
| 51           | 巴黎                | 法國            | 2019年7月21-29日     |
| 52           | 伊斯坦堡（线上）    | 土耳其          | 2020年7月23-30日     |
| 53           | 大阪（线上）        | 日本            | 2021年7月24日-8月2日 |
| 54           | 天津（线上）        | 中国大陆        | 2022年7月10-18日     |
| 55           | 苏黎世              | 瑞士            | 2023年7月16-25日     |
| 56           | 利雅得              | 沙烏地阿拉伯    | 2024年7月21-30日     |
| 57           | 杜拜                | 阿联酋          | 2025年7月5-14        |
| 58           | 塔什干              |                 | 2026年7月1-10        |
| 59           |                     | 臺灣            | 2027年7月            |

## 參賽簡史
- 中国（整体情况）
  - 1986年派观察员参加第18届竞赛。
  - 1987年派出首批代表队参加第19届竞赛，4名选手获得一金、两银、一铜，总分位列第二名。
  - 此后基本上每年派队参加。2001年起（除2005年外），多年位列总分第一。2005年由于是台湾承办，因此未参加。
  - 于1995年7月在北京承办第27届IChO；2022年7月在天津以线上形式承办第54届IChO。
  - 注：国家队通过中国化学奥林匹克竞赛选拔，该竞赛由中国化学会负责组织，主要分为8月末的初赛（国初）和11月末的决赛（国决）两轮。
- 中華臺北
  - 自1991年派員前往波蘭觀摩第23屆競賽。
  - 1992年首度培訓選手參加美國主辦的第24屆競賽。
  - 承辦2005年(第37屆)競賽，主辦單位：國立台灣師範大學化學系。
  - 截至2016年(第48屆)，共有99位學生參賽，及共獲得45金、43銀、11銅的成績。
- 香港
  - 中國香港曾經申請參加競賽，但是遭到競賽委員會拒絕，稱競賽只限國家申請參加。[25]

## 第50屆國際化學奧林匹亞
西元2018年，國際化學奧林匹亞迎來了第50屆的競賽。為了慶祝50週年，國際化學奧林匹亞委員會選擇將比賽地定在在第一屆舉辦的國家——捷克斯洛伐克，但由於該共和國已於1993年1月1日解體為捷克與斯洛伐克兩個國家，故該年的競賽最後協議由兩個國家共同舉辦之。
因為考慮到兩個國家間的通勤，該年的競賽較以往的競賽時間長了一天(11天)。在這11天的時間中，選手先於斯洛伐克的布拉提斯拉瓦進行開幕、實作以及理論競賽，再於捷克的布拉格進行閉幕與頒獎。也因為選手與導師在比賽期間會待在超過一個以上的國家，且停留時間不同(選手停留在斯洛伐克的時間較長；而導師停留在捷克的時間較長)，故該年的官網特別寫出「參賽選手須申請斯洛伐克的簽證，而導師則需申請捷克的簽證」。
而第50屆國際化學奧林匹亞的競賽標語是「Back To Where It All Began」，除了蘊含著濃濃的回歸到第一屆化學奧林匹亞舉辦地的意味，也抱持著對於參賽選手在學習化學的過程中莫忘初衷的一種期待。
這也是國際化學奧林匹亞賽史上第一屆，也是唯一一屆由兩個國家一起舉辦的賽事。

## 外部連結
- 近几年IChO的官方网站：2014年第46届IChO、2013年第45届IChO、2012年第44届IChO、2009年第41届IChO（页面存档备份，存于）、2008年第40届IChO（页面存档备份，存于）、2007年第39届IChO（页面存档备份，存于）、2006年第38届IChO、2005年第37届IChO（页面存档备份，存于）、2004年第36届IChO（页面存档备份，存于）、2003年第35届IChO （页面存档备份，存于）、2002年第34届IChO

以上网站提供当届大赛的预备题和答案，以及理论、试验部分的竞赛题目。
- IChO国际信息中心官方网站 （页面存档备份，存于）
- 近几年的IChO试卷和结果